# Andrej Kollár (1999)
Andrej Kollár (* 4. listopadu 1999, Nitra) je slovenský hokejový útočník hrající za tým HC Kometa Brno v Tipsport extralize.

## Statistiky

### Klubové statistiky
| Sezóna      | Klub                 | Soutěž      |     | Základní část | Základní část | Základní část | Základní část | Základní část |   | Play off | Play off | Play off | Play off | Play off |
| Sezóna      | Klub                 | Soutěž      | Z   | G             | A             | B             | TM            | Z             | G | A        | B        | TM       |          |          |
| 2017/18     | HK Nitra             | SHL-20      | 24  | 9             | 11            | 20            | 10            | 19            | 8 | 12       | 20       | 14       |          |          |
| 2017/18     | HK Nitra             | SHL         | 8   | 0             | 0             | 0             | 2             | —             | — | —        | —        | —        |          |          |
| 2018/19     | HK Nitra             | SHL         | 6   | 0             | 1             | 1             | 0             | —             | — | —        | —        | —        |          |          |
| 2018/19     | HK Orange 20         | SHL         | 24  | 6             | 5             | 11            | 4             | —             | — | —        | —        | —        |          |          |
| 2018/19     | HK Orange 20         | 1. SHL      | 11  | 3             | 5             | 8             | 2             | —             | — | —        | —        | —        |          |          |
| 2018/19     | Muskegon Lumberjacks | USHL        | 19  | 3             | 5             | 8             | 6             | 2             | 0 | 0        | 0        | 0        |          |          |
| 2019/20     | HK Nitra             | SHL         | 54  | 15            | 13            | 28            | 55            | —             | — | —        | —        | —        |          |          |
| 2020/21     | HK Nitra             | SHL         | 49  | 14            | 19            | 33            | 10            | 5             | 1 | 0        | 1        | 0        |          |          |
| 2021/22     | HC Kometa Brno       | ČHL         | 34  | 7             | 7             | 14            | 10            | 4             | 1 | 1        | 2        | 0        |          |          |
| 2022/23     | HC Kometa Brno       | ČHL         | 48  | 8             | 12            | 20            | 6             | 9             | 0 | 1        | 1        | 4        |          |          |
| 2023/24     | HC Kometa Brno       | ČHL         | 27  | 6             | 4             | 10            | 2             | 6             | 0 | 2        | 2        | 0        |          |          |
| 2024/25     | HC Kometa Brno       | ČHL         | 52  | 7             | 7             | 14            | 4             | 20            | 4 | 2        | 6        | 12       |          |          |
| ČHL celkově | ČHL celkově          | ČHL celkově | 161 | 28            | 30            | 58            | 22            | 39            | 5 | 6        | 11       | 16       |          |          |
| SHL celkově | SHL celkově          | SHL celkově | 141 | 35            | 38            | 73            | 71            | 5             | 1 | 0        | 1        | 0        |          |          |

### Reprezentace
| Rok                       | Tým                       | Soutěž                    | Z | G | A | B | TM |
| ------------------------- | ------------------------- | ------------------------- | - | - | - | - | -- |
| 2019                      | Slovensko20               | MS-20                     | 5 | 3 | 0 | 3 | 0  |
| 2022                      | Slovensko                 | MS                        | 4 | 1 | 0 | 1 | 0  |
| Juniorská kariéra celkově | Juniorská kariéra celkově | Juniorská kariéra celkově | 5 | 3 | 0 | 3 | 0  |
| Seniroská kariéra celkově | Seniroská kariéra celkově | Seniroská kariéra celkově | 4 | 1 | 0 | 1 | 0  |